# Pszenica samopsza
Pszenica samopsza (Triticum monococcum L.) — gatunek zbóż z rodziny wiechlinowatych. Gatunek uprawiany dawniej na obszarach od Atlantyku po Persję. Zasięg naturalny obejmuje region Kaukazu, Iran, Afganistan, Azję Mniejszą, Bałkany i Krym. Dzisiaj, jako gatunek mało plenny, jest uprawiany rzadko na górzystych terenach Zakaukazia.

## Morfologia
ŁodygaSłoma bardzo delikatna.
KwiatyZebrane w wąskim spłaszczonym kłosie. Kłos ościsty, dwurzędowy z bródką.

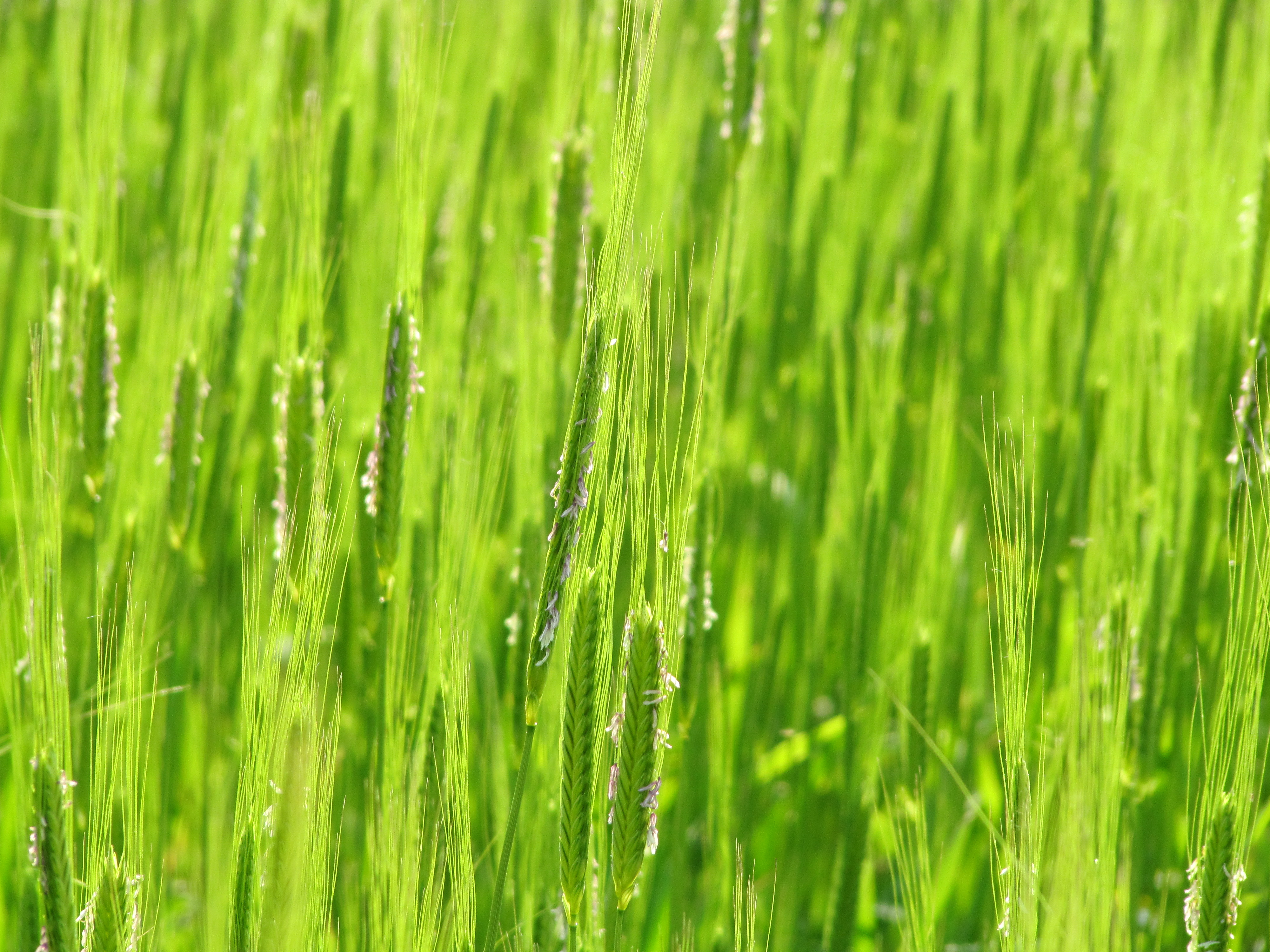
Kwitnące kłosy.
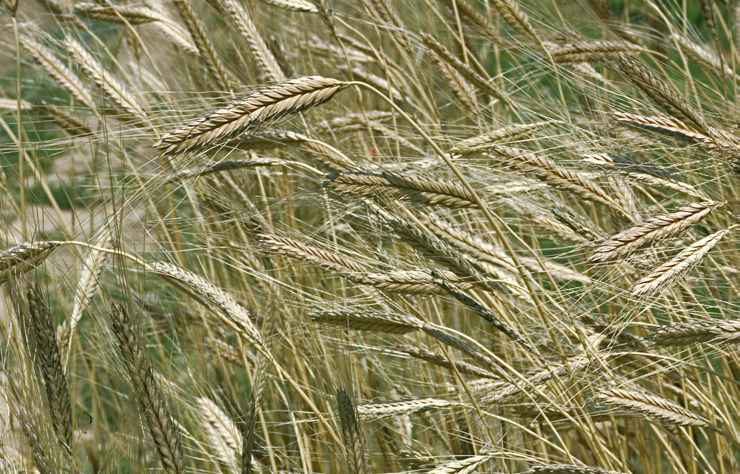
Dojrzewające kłosy.
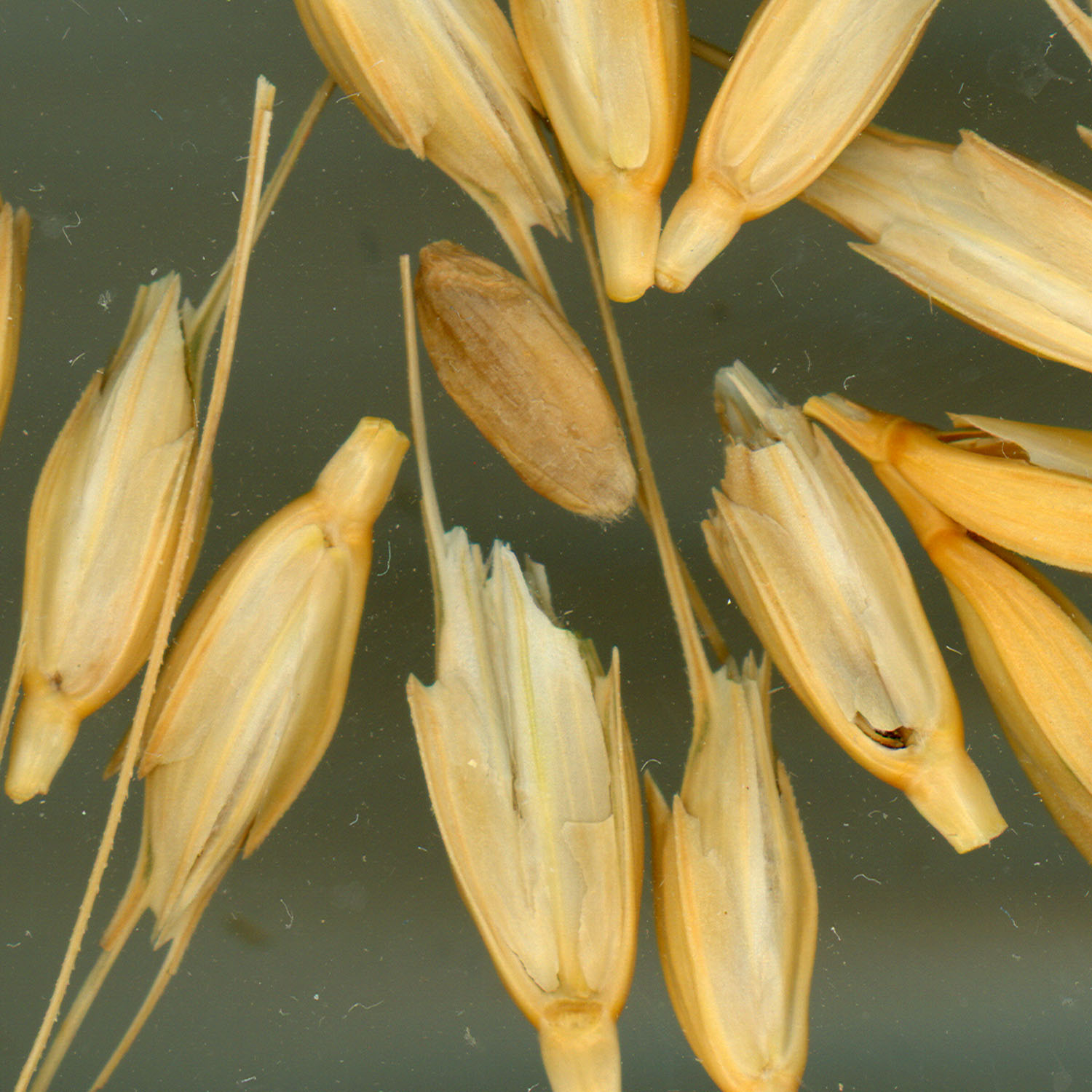
Ziarniaki
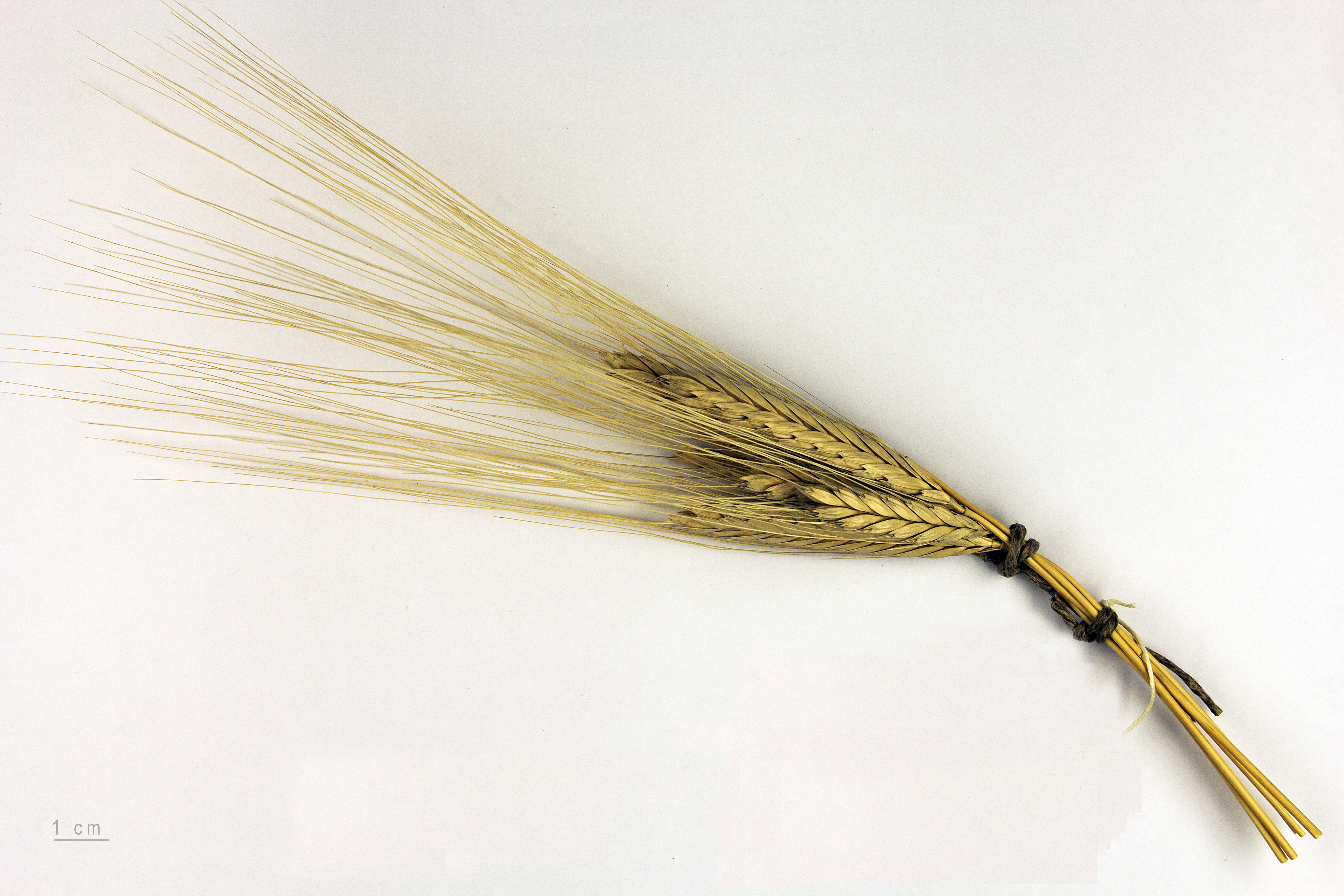
Kłosy

## Systematyka i zmienność
Synonimy: Aegilops hordeiformis Steud., Agropyron pubescens (M.Bieb.) Schischk., Crithodium monococcum (L.) Á.Löve, Nivieria monococca (L.) Ser., Triticum hornemannii Clemente, Triticum pubescens M.Bieb., Triticum sinskajae Filat. & Kurkiev, Triticum spontaneum Flaksb., Triticum tenax Hausskn.
Wyróżniane są dwa podgatunki (The Plant List traktuje je jako synonimy gatunku):
- Triticum monococcum subsp. aegilopoides (Link) Thell. – forma dzika,
- Triticum monococcum subsp. monococcum – podgatunek typowy, znany tylko w uprawie.

## Zastosowanie

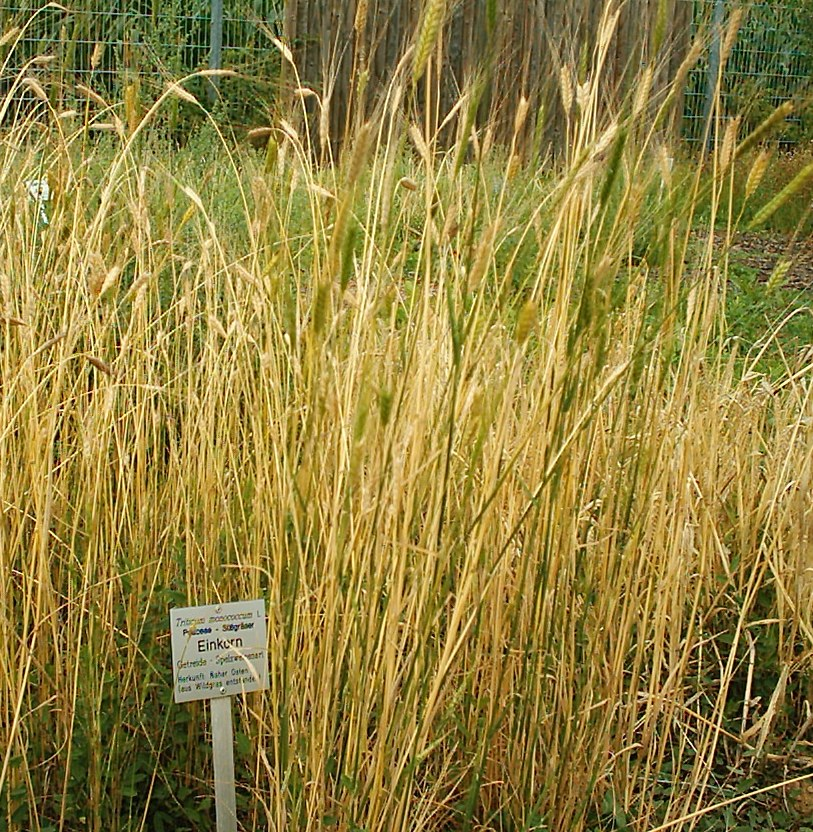
Pszenica samopsza w uprawie

Aby ziarno mogło nadawać się do spożycia, musi zostać poddane łuskaniu (oraz ewentualnie bieleniu).